# Квантовый граф
Квантовый граф — граф, в котором каждому ребру назначена длина и на каждом ребре задано дифференциальное или псевдодифференциальное уравнение.
В качестве примера может служить электрическая сеть, состоящая из проводов (рёбер), соединённых в трансформаторных подстанциях (вершинах). Дифференциальные уравнения описывают напряжение на проводах, а граничные условия на вершинах обеспечивают нулевую сумму тока на всех входящих и исходящих ребрах каждой вершины.
Впервые были применены Лайнусом Полингом в 1930-е годы для моделирования свободных электронов в органических молекулах. Впоследствии нашли широкое применение в физике: в моделях систем квантового хаоса, при изучении волноводов, для моделирования перехода Андерсона в фотонных кристаллах; в мезоскопической физике квантовые графы используются для теоретического обоснования нанотехнологии. Более простое понятие квантовых графов было предложено Фридманом и другими..
Помимо решения дифференциальных уравнений на квантовом графе для конкретных приложений, изучаются вопросы управляемости (какое входное воздействие обеспечивает переход системы в желаемое состояние, например, для обеспечения достаточной электрической мощности на всех подстанциях) и идентификации систем (как и где необходимо провести измерения какой-либо величины, чтобы получить необходимую информацию о состоянии системы, например, измерение давления в водопроводной системе, чтобы обнаружить утечку воды).

## Метрические графы

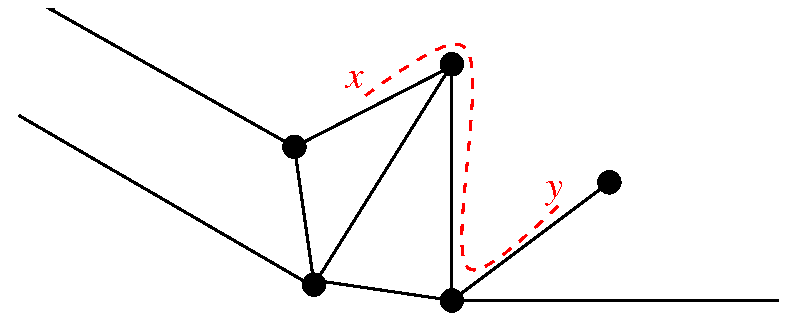
Метрический граф с тремя открытыми рёбрами, реализованный на плоскости. Пунктирные линии обозначают метрическое расстояние между двумя точками и.

Метрический граф — граф, состоящий из множества вершин {\displaystyle V} и множества рёбер {\displaystyle E}, где каждому ребру {\displaystyle e=(v_{1},v_{2})\in E} поставлен в соответствие интервал {\displaystyle [0,L_{e}]} так, что {\displaystyle x_{e}} — координата на этом интервале, вершины {\displaystyle v_{1}} и {\displaystyle v_{2}} соответствуют {\displaystyle x_{e}=0} и {\displaystyle x_{e}=L_{e}}, или наоборот. Выбор того, какая вершина соответствует нулевой координате, произволен, и переназначение вершин начала и конца ребра требует только замены координат ребра.
Граф обладает естественной метрикой: для двух точек {\displaystyle x,y} на графе, расстояние {\displaystyle \rho (x,y)} — длина кратчайшего пути между ними, где длина пути измеряется как сумма длин ребёр пути.
Если в комбинаторном (классическом) графе ребро всегда соединяет пару вершин, то в квантовом графе допускаются полубесконечные ребра (лучи), таким рёбрам ставится в соответствие интервал {\displaystyle [0,\infty )}, где единственная вершина соответствует {\displaystyle x_{e}=0}.
Граф, имеющий хотя бы одно такое ребро, называется открытым.

## Квантовые графы
Квантовый граф — метрический граф с заданным дифференциальным (или псевдодифференциальным) оператором, действующим на функциях на рёбрах графа.
Функция {\displaystyle f} на метрическом графе определяется как {\displaystyle |E|}-кортеж функций {\displaystyle f_{e}(x_{e})} на интервалах на рёбрах.
Гильбертово пространство графа — {\displaystyle \bigoplus _{e\in E}L^{2}([0,L_{e}])},
где внутреннее произведение двух функций задано как
{\displaystyle \langle f,g\rangle =\sum _{e\in E}\int _{0}^{L_{e}}{\overline {f_{e}(x_{e})}}g_{e}(x_{e})\,dx_{e},}
{\displaystyle L_{e}} может быть бесконечным в случае открытых рёбер. Простейший пример оператора на метрическом графе — оператор Лапласа. Оператор на ребре — это {\displaystyle -{\frac {{\textrm {d}}^{2}}{{\textrm {d}}x_{e}^{2}}}}, где {\displaystyle x_{e}} — координата ребра. Для обеспечения самосопряжённости оператора необходимо подобрать подходящую область значений, обычно для этого выбирается пространство Соболева {\displaystyle H^{2}} функций на рёбрах графа и соответствующие граничные условия на вершинах.
Простейший пример условий, обеспечивающих самосопряженность — граничные условия Дирихле {\displaystyle f_{e}(0)=f_{e}(L_{e})=0} для каждого ребра. Собственные функции на конечных рёбрах могут быть записаны как:
{\displaystyle f_{e}(x_{e})=\sin \left({\frac {n\pi x_{e}}{L_{e}}}\right)}
для целого {\displaystyle n}. Если в графе нет открытых рёбер и длины рёбер несоизмеримы над рациональными числами, тогда носитель собственной функции лежит на одном ребре графа, и собственные значения равны {\displaystyle {\frac {n^{2}\pi ^{2}}{L_{e}^{2}}}}.
Условия Дирихле не позволяют учитывать взаимодействие между интервалами на ребрах, так что спектр такой же, что и на множестве независимых (несоединённых) рёбер.
Более интересными самосопряжёнными граничными условиями, позволяющими учитывать взаимодействие между рёбрами, являются граничные условия Неймана или естественные граничные условия. Функция {\displaystyle f} в области определения оператора непрерывна всюду на графе и сумма исходящих производных в каждой вершине равна нулю:
{\displaystyle \sum _{e\sim v}f'(v)=0},
где {\displaystyle f'(v)=f'(0)}, если вершина {\displaystyle v} соответствует {\displaystyle x=0}, и {\displaystyle f'(v)=-f'(L_{e})}, если {\displaystyle v} соответствует {\displaystyle x=L_{e}}.
Также изучены свойства других операторов на метрических графах, например, более общий класс операторов Шрёдингера:
{\displaystyle \left(i{\frac {\textrm {d}}{{\textrm {d}}x_{e}}}+A_{e}(x_{e})\right)^{2}+V_{e}(x_{e})},
где {\displaystyle A_{e}} — «магнитный векторный потенциал» на ребре, {\displaystyle V_{e}} — скалярный потенциал.
Другим примером является оператор Дирака на графе, который является матричным оператором, действующим на вектор-функциях, описывающих квантовую механику частиц с собственным моментом импульса равным {\displaystyle 1/2} (например, электрон). Оператор Дирихле — фон Неймана на графе — псевдодифференциальный оператор, который возникает при изучении фотонных кристаллов.

## Основные результаты
Все самосопряженные граничные условия оператора Лапласа на графе можно классифицировать по схеме Кострикина и Шрадера. На практике, часто удобнее использовать предложенный Кучментом в 2004 году формализм, который позволяет сразу получить оператор в вариационной форме.
Пусть {\displaystyle v} это вершина с {\displaystyle d} выходящими рёбрами. Для удобства выберем координаты на рёбрах так, чтобы {\displaystyle v} соответствовала {\displaystyle x_{e}=0} для каждого ребра инцидентного {\displaystyle v}. Для функции {\displaystyle f} на графе:
{\displaystyle \mathbf {f} =(f_{e_{1}}(0),f_{e_{2}}(0),\dots ,f_{e_{d}}(0))^{T},\qquad \mathbf {f} '=(f'_{e_{1}}(0),f'_{e_{2}}(0),\dots ,f'_{e_{d}}(0))^{T}},
граничные условия на {\displaystyle v} могут быть заданы парой матриц
{\displaystyle A} и {\displaystyle B} с помощью матричного уравнения:
{\displaystyle A\mathbf {f} +B\mathbf {f} '=\mathbf {0} }.
Граничные условия задают самосопряжённый оператор, если
{\displaystyle (A,B)} имеет максимальный ранг {\displaystyle d} и {\displaystyle AB^{*}=BA^{*}}.
Спектр оператора Лапласа на конечном графе может быть описан с помощью матрицы рассеивания.
Собственные значения на ребре заданы:
{\displaystyle -{\frac {d^{2}}{dx_{e}^{2}}}f_{e}(x_{e})=k^{2}f_{e}(x_{e}).\,}
Решение на ребре может быть представлено линейной комбинацией плоских волн.
{\displaystyle f_{e}(x_{e})=c_{e}{\textrm {e}}^{ikx_{e}}+{\hat {c}}_{e}{\textrm {e}}^{-ikx_{e}}},
где в нестационарном уравнении Шрёдингера {\displaystyle c} — коэффициент выходящей плоской волны в {\displaystyle 0}, {\displaystyle {\hat {c}}} — коэффициент входящей плоской волны в {\displaystyle 0}.
Граничные условия на {\displaystyle v} определяют матрицу рассеивания:
| {\displaystyle S(k)=-(A+ikB)^{-1}(A-ikB)} |

Матрица рассеивания устанавливает отношение между векторами коэффициентов входящих и выходящих плоских волн
на {\displaystyle v}, {\displaystyle \mathbf {c} =S(k){\hat {\mathbf {c} }}}.
Для самосопряжённых граничных условий матрица {\displaystyle S} унитарна.
Элемент {\displaystyle \sigma _{(uv)(vw)}} матрицы {\displaystyle S} есть комплексная амплитуда перехода
из направленного ребра {\displaystyle (uv)} на ребро {\displaystyle (vw)}, которое в общем случае зависит от {\displaystyle k}.
Однако для большого класса граничных условий матрица {\displaystyle S} независима от {\displaystyle k}.
Например, с граничными условиями Неймана
{\displaystyle A=\left({\begin{array}{ccccc}1&-1&0&0&\dots \\0&1&-1&0&\dots \\&&\ddots &\ddots &\\0&\dots &0&1&-1\\0&\dots &0&0&0\\\end{array}}\right),\quad B=\left({\begin{array}{cccc}0&0&\dots &0\\\vdots &\vdots &&\vdots \\0&0&\dots &0\\1&1&\dots &1\\\end{array}}\right).},
подстановка {\displaystyle A} и {\displaystyle B} в уравнение (1) для {\displaystyle S} даёт независимые от {\displaystyle k} уравнения для амплитуд переходов
{\displaystyle \sigma _{(uv)(vw)}={\frac {2}{d}}-\delta _{uw}.\,}
где {\displaystyle \delta _{uw}} — дельта функция Кронекера.
По уравнениям для амплитуд переходов можно задать {\displaystyle 2|E|\times 2|E|} матрицу
{\displaystyle U_{(uv)(lm)}(k)=\delta _{vl}\sigma _{(uv)(vm)}(k){\textrm {e}}^{ikL_{(uv)}}.\,}
Матрицу {\displaystyle U} называют матрицой рассеяния на рёбрах и её можно представлять себе как
оператор квантовой эволюции на графе.
{\displaystyle U} унитарный оператор и действует на векторе {\displaystyle 2|E|} коэффициентов плоских волн
для графа, где {\displaystyle c_{(uv)}} — коэффициент плоской волны, переходящей
с {\displaystyle u} на {\displaystyle v}.
При распространении плоской волны от вершины {\displaystyle u} к вершине {\displaystyle v},
она получает фазу, равную {\displaystyle {\textrm {e}}^{ikL_{(uv)}}}.
Условие квантования: Собственная функция на графе может быть определена через
её {\displaystyle 2|E|} соответствующих коэффициентов плоских волн.
Так как собственная функция стационарна при квантовой эволюции,
условие квантования для графа может быть описано используя оператор эволюции
{\displaystyle |U(k)-I|=0.\,}
Собственные значения {\displaystyle k_{j}} возникают при таких {\displaystyle k}, при которых матрица {\displaystyle U(k)}
имеет собственное значение равное единице.
Упорядочим спектр
{\displaystyle 0\leqslant k_{0}\leqslant k_{1}\leqslant \dots }.
Первая формула следа для графа была выведена Ротом (1983).
В 1997 Коттос и Смилански использовали условие квантования, приведенное выше,
чтобы получить следующую формулу следа для оператора Лапласа на графе, когда
амплитуды переходов независимы от {\displaystyle k}.
Формула следа устанавливает связь между спектором и периодическими орбитами графа.
{\displaystyle d(k):=\sum _{j=0}^{\infty }\delta (k-k_{j})={\frac {L}{\pi }}+{\frac {1}{\pi }}\sum _{p}{\frac {L_{p}}{r_{p}}}A_{p}\cos(kL_{p}).}
{\displaystyle d(k)} называется плотностью состояний.
Правая часть формулы состоит из двух частей: гладкая часть (часть Вейля) {\displaystyle {\frac {L}{\pi }}}
— среднее разделяющее собственных значений, и осциллирующая часть — сумма по всем
периодическим орбитам {\displaystyle p=(e_{1},e_{2},\dots ,e_{n})} на графе.
{\displaystyle L_{p}=\sum _{e\in p}L_{e}} — длина орбиты и
{\displaystyle L=\sum _{e\in E}L_{e}} — полная длина графа.
Для орбиты, порождённой повторением более короткой примитивной орбиты,
{\displaystyle r_{p}} считает число перераспределений.
{\displaystyle A_{p}=\sigma _{e_{1}e_{2}}\sigma _{e_{2}e_{3}}\dots \sigma _{e_{n}e_{1}}} произведение
амплитуд переходов в вершинах графа на орбите.

## Приложения

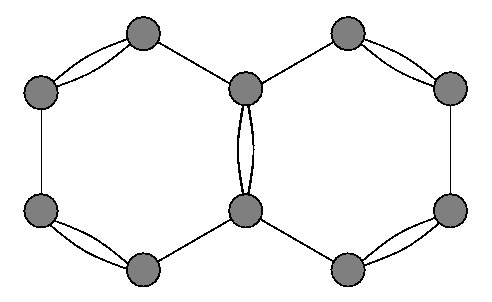
Молекула нафталина

Квантовые графы были впервые использованы Полингом для моделирования спектра свободных электронов в таких органических молекулах как нафталин ещё в 1930-х годах. В первом приближении атомы моделируются вершинами, а {\displaystyle \sigma }-электроны — ребрами, которые описывают структуру молекулы, к которой привязаны электроны.
Сходная проблема возникает при изучении квантовых волноводов, являющихся мезоскопическими системами — системами, размеры которых исчисляются в нанометрах. Квантовый волновод может быть представлен как утолщённый граф, в котором рёбра — тонкие трубки. Спектр оператора Лапласа на таком волноводе, при выполнении некоторых условий, сходится к спектру оператора Лапласа на графе. Понимание мезоскопических систем играет важную роль в области нанотехнологий.
В 1997 году было предложено использовать квантовые графы в качестве моделей при изучении
квантового хаоса. Классическое движение на графе может быть определено как вероятностная цепь Маркова, где вероятность рассеивания от
ребра {\displaystyle e} к ребру {\displaystyle f} равна абсолютной величине квадрата амплитуды квантового перехода {\displaystyle |\sigma _{ef}|^{2}}. Для почти всех конечных связных квантовых графов вероятностная динамика эргодична и является перемешивающей, другими словами она хаотична.
Квантовые графы, вложенные в 2- или 3-мерное пространство, возникают при изучении фотонных кристаллов. В двумерном пространстве простая модель фотонного кристалла состоит из многоугольных клеток плотного диэлектрика с узкими переходами между клетками, заполненными воздухом. Изучение основных состояний диэлектриков приводит к псевдодифференциальным операторам на графе, который соответствует узким переходам.
Периодические квантовые графы, такие как, например, решётка в {\displaystyle \mathbb {R} ^{2}}, используются в качестве моделей для периодических систем[уточнить]. Также квантовые графы были использованы для изучения феномена перехода Андерсона, где локализованные состояния возникают на рёбрах спектральных полос при наличии неупорядоченности.